# Philautus saueri
Philautus saueri är en groddjursart som beskrevs av Rudolf Malkmus och Klaus Riede 1996. Philautus saueri ingår i släktet Philautus och familjen trädgrodor. IUCN kategoriserar arten globalt som sårbar. Inga underarter finns listade i Catalogue of Life.